# Championnat de Finlande de hockey sur glace 1943-1944
Saison précédente Saison suivante
La saison 1943-1944 est la treizième saison de la SM-sarja.
La treizième saison n'a pas eu de champion car la saison a été arrêtée prématurément à cause de la 2e Guerre Mondiale.

## Déroulement

### Classement
| Clt   | Équipe            | PJ | V | D | N | BP | BC | Diff | Pts |
| ----- | ----------------- | -- | - | - | - | -- | -- | ---- | --- |
| +001, | TPS Turku         | 7  | 5 | 1 | 1 | 29 | 8  | +21  | 11  |
| +002, | Tarmo Hämeenlinna | 7  | 4 | 1 | 2 | 22 | 18 | +4   | 9   |
| +003, | Ilves Tampere     | 5  | 3 | 2 | 0 | 27 | 3  | +24  | 8   |
| +004, | HJK Helsinki      | 4  | 1 | 2 | 1 | 6  | 11 | -5   | 4   |
| +005, | KIF Helsinki      | 3  | 1 | 1 | 1 | 7  | 8  | -1   | 3   |
| +006, | HSK Helsinki      | 4  | 1 | 0 | 3 | 4  | 21 | -17  | 2   |
| +007, | K-Kissat Helsinki | 5  | 0 | 1 | 3 | 6  | 22 | -16  | 1   |
| +008, | TBK Tampere       | 5  | 0 | 0 | 4 | 1  | 11 | -10  | 0   |

- Champion de Finlande
- Barrage de promotion-relégation
- Relégué en I-divisionna

### Meilleurs pointeurs
Cette section présente les meilleurs pointeurs de la saison.
| Clt | Joueur           | Équipe            | PJ | B | A | Pts | Pun |
| --- | ---------------- | ----------------- | -- | - | - | --- | --- |
| 1   | Keijo Kuusela    | Tarmo Hämeenlinna | 7  | 7 | 3 | 10  | 0   |
| 2   | Aarne Honkavaara | Ilves Tampere     | 3  | 7 | 2 | 9   | 0   |
| 3   | Matti Rintakoski | Ilves Tampere     | 4  | 7 | 1 | 8   | 0   |
| 4   | Osmo Huhti       | Ilves Tampere     | 3  | 5 | 2 | 7   | 0   |
| 5   | Seppo Jaakkola   | Ilves Tampere     | 4  | 3 | 0 | 3   | 0   |